# Donna Floyd
Donna Floyd (Atlanta, 14 ottobre 1940) è un'ex tennista statunitense.

## Carriera
Ottenne i risultati migliori agli U.S. National Championships, in singolare raggiunse a sorpresa la semifinale nel 1960 dove eliminò le teste di serie Karen Hantze e Ann Haydon prima di arrendersi alla futura campionessa Darlene Hard. Nel doppio raggiunse la finale nel 1967 in coppia con Mary-Ann Eisel mentre nel doppio misto trionfò nell'edizione 1966 insieme all'australiano Owen Davidson.
Ha rappresentato la sua nazione in Wightman Cup nel biennio 1963-64 contribuendo ai due successi degli Stati Uniti sulla Gran Bretagna, successivamente è stata capitano della squadra statunitense di Fed Cup in quattro edizioni.

## Finali del Grande Slam

### Doppio

#### Finali perse (1)
| Anno | Torneo                      | Compagna       | Avversarie in finale             | Risultato     |
| 1967 | U.S. National Championships | Mary-Ann Eisel | Rosemary Casals Billie Jean King | 6–4, 3–6, 4–6 |

### Doppio misto

#### Vittorie (1)
| Anno | Torneo                      | Compagno      | Avversari in finale     | Risultato |
| 1966 | U.S. National Championships | Owen Davidson | Carol Hanks Ed Rubinoff | 6–1, 6–3  |